# خاویر لگراند
خاویر لگراند (فرانسوی: Xavier Legrand‎؛ زادهٔ 1979) بازیگر تئاتر، بازیگر سینما، و کارگردان فیلم اهل فرانسه است.
از فیلم‌ها یا برنامه‌های تلویزیونی که وی در آن نقش داشته‌است می‌توان به خداحافظ بچه‌ها اشاره کرد.